# Chang Yan
Chang Yan (xinès simplificat: 常彦, pinyin: Cháng Yàn; Chaocheng, Shandong, 4 de gener de 1932 - Changchun, Jilin, 28 d'octubre de 2023), també conegut com a Chang Xuewu, fou un director de cinema xinés, treballant per a Changchun Film Studio, i també fou director de la China Film Association.
La seua pel·lícula més reeixida fou Baomi Ju de Qiangsheng, un èxit amb 600 milions d'espectadors i una recaptació de 180 milions de yuans.

## Biografia
De jove es va unir a la troupe artística i literària del Dongbei, i va unir-se a l'estudi de cinema del nord-est el 1949. Va començar com actor en pel·lícules com Guangmang Wanzhang i Baobei shengli guoshi. El 1952 forma part de la primera fornada de llicenciats en realització de cinema pel Central Cultural Film Bureau, i el 1956 fou seleccionat per a estudiar cinema a Alemanya.
Va dirigir 10 pel·lícules, destacant el clàssic de 1979 Baomi Ju de Qiangsheng.